# Џек Лем
Џек Лем (енгл. Jack Lam; 18. новембар 1987) професионални је рагбиста и репрезентативац Самое, који тренутно игра за Бристол.

## Биографија
Висок 188 цм, тежак 103 кг, Лем је пре Бристола играо за Тасман, Ваикато и Хјурикејнсе на Новом Зеланду. За репрезентацију Самое је до сада одиграо 19 тест мечева и постигао 3 есеја.